# Convento de Madre de Dios de Monteagudo
El Convento de Madre de Dios de Monteagudo situado en el 41 de la calle en Antequera (Málaga, España) debe su origen al establecimiento de la comunidad de religiosas agustinas en la ciudad en 1520. El edificio actual es en su mayor parte de mediados del siglo XVIII, cuando el incendio del anterior inmueble obligó a su reconstrucción. 

## Descripción
El convento de las agustinas de Antequera se dedicó a la devoción de Nuestra Señora de Monteagudo a principios del siglo XVII cuando recibió la donación de una imagen de dicha advocación, originaria de Scherpenheuvel o Montaigu en los Países Bajos, difundida por la infanta Isabel Clara Eugenia, gobernadora de esos territorios, como símbolo del triunfo del cristianismo sobre el protestantismo. 
Destruido en el incendio de 1745 buena parte del convento levantado en el siglo XVI, se llevó a cabo entre 1747 y 1761 la reestructuración del inmueble actual siguiendo el proyecto del arquitecto Cristóbal García. 
La zona conventual, caracterizada por una gran sobriedad, contiene un jardín y un patio trasero y organiza sus dependencias en torno a un claustro. Puede considerarse preexistente a las reformas dieciochescas, aunque ciertamente dentro del perímetro histórico que interesa cautelar se han producido nuevas construcciones sin valores patrimoniales. 
Al convento se entra traspasando una portada de ladrillo aplantillado con frontón roto, que alberga una vitrina de cristal en la que se dispone una pequeña imagen de Santa Rita. El espacio del compás constituye un ámbito de especial carácter, destacando el tratamiento de los paños murarios y el tramo cubierto que precede a la puerta de acceso a clausura, decorada con yeserías manieristas que enmarcan los lienzos de formato apaisado de Jesús Nazareno y la Virgen de Monteagudo con adorantes. 
El claustro, centrado por una fuente barroca de caliza roja de El Torcal, presenta en sus cuatro frentes arquerías de rosca de ladrillo sobre columnas toscanas, también de caliza roja local. En la planta superior se desarrollan galerías abiertas con pilares ochavados de ladrillo aplantillado con arquitrabe de madera. Elemento singular es el acceso al coro alto de la iglesia, al que se llega por medio de una escalera, con peldaños de mamperlanes de madera y amplia huella, que parte de la galería superior. 
La iglesia constituye un espléndido y rico ejemplar del barroco andaluz, desarrollando en su interior un singular programa tanto estructural como decorativo de progenie rococó. Posee una sola nave con coro alto y bajo a los pies, cuatro tramos y presbiterio cuadrangular junto al que se abre la sacristía. Los tramos, con muros cóncavos hacia el interior, se demarcan por pilastras toscanas cajeadas muy estilizadas, sobre las que voltean fajones de perfil trilobulado. 
La capilla mayor está cubierta con cúpula gallonada sobre pechinas, en las que yeserías con motivos de rocalla y angelitos, enmarcan escudos con coronas. La cúpula-linterna se eleva en tres casquetes de tamaño decreciente con anillos mixtilíneos en los que se van intercalando claraboyas de diversos formatos con nervaduras, angelitos, macollas de hojarasca, placas recortadas, etc. 
En el centro del testero del presbiterio se dispone el camarín de la imagen titular, la Virgen de Monteagudo. Es de pequeñas dimensiones y planta hexagonal y apreciable desde el exterior al quedar colgante sobre la calle. Sobre la puerta de comunicación con la sacristía hay una pequeña tribuna sobre placa decorada con un mascarón de estética rococó. 
El arco triunfal, trilobulado al igual que los fajones, ostenta en la clave un gran escudo rodeado de yeserías vegetales. Adosado al pilar del arco triunfal está el púlpito, de hierro forjado con tornavoz de madera dorada y policromada, datable en el último tercio del siglo XVIII. 
En el lado del Evangelio, junto al coro, hay una pequeña capilla-comulgatorio, de planta cuadrada y cubierta de cúpula sobre pechinas con decoración de yeserías. A su lado, se conforma un retablo a base de urnas de distintos tamaños en las que se albergan las esculturas de Santa Ana y la Virgen María, San Nicolás de Tolentino, San Antonio y la Virgen del Pilar. 
En el segundo tramo de este lado de la iglesia abre la puerta que comunica con la calle que 
se protege por cancel. Siguiendo hacia el presbiterio se 
hallan el retablo de san Agustín, el de la Virgen de Valvanera y el de la Inmaculada. 
En el lado de la Epístola, contiguo al coro, destaca el retablo de la Virgen del Rosario. Le siguen, en dirección al presbiterio, los retablos dedicados a Santa Rita de Casia, al Cristo de las Limpias y Dolorosa y a San José. 
Al exterior sorprende la altura de los muros de ladrillo sobre los que aún emergen los volúmenes de la cubrición de la cúpula de la capilla mayor, de forma octogonal y coronamiento con chapitel a ocho vertientes de tejas curvas, y la torre que, situada a los pies de la nave del Evangelio, constituye un muy interesante ejemplar de torre barroca andaluza. De planta cuadrada, tiene cuatro cuerpos de los cuales los dos bajos, que alcanzan la altura del buque de la iglesia, sirven de basamento a los superiores en donde se alojan las campanas. Sobre una base estrangulada se elevan estos últimos cuerpos, produciendo el efecto óptico de que fuesen de mayor anchura en un desafío a las leyes de la gravedad. Se remata con un agudo chapitel de gran pendiente. 
La portada, sobre el muro de ladrillo, destaca por la riqueza de sus mármoles polícromos. Fechada en 1751, se compone de arco de medio punto, entre dos pilastras cajeadas corintias con altos pedestales, con puntas de diamante en las enjutas y, sobre el entablamento, una gran cartela con el anagrama de la Orden envuelto en hojarasca. En el cuerpo superior, un frontón partido y enrollado flanquea el ático compuesto por una gran placa recortada que encierra un escudo agustiniano. A la izquierda de la portada se abre una hornacina de pared de carácter votivo en la que se guarda un lienzo del siglo XVIII con el tema de la Huida a Egipto.